# Lucas van Foreest
Lucas van Foreest, jonkheer (né le 3 mars 2001), est un grand maître international d'échecs néerlandais. Il remporte le championnat néerlandais d'échecs en 2019. Il obtient le titre de Maître International en 2017 et celui de Grand maître international en 2018, à l'âge de 17 ans.

## Vie privée
Né à Hengelo le 3 mars 2001 Van Foreest est issu de la  famille Van Foreest qui a le titre de jonkheer ,. Il est l'arrière-arrière petit-fils d'Arnold van Foreest et l'arrière-arrière petit-neveu de Dirk van Foreest. Arnold et Dirk ont tous deux été triple champion d'échecs des Pays-Bas (Arnold en 1889, 1893, 1902; et Dirk en 1885, 1886, 1887).
Lucas a quatre frères et une sœur,. Son frère aîné, Jorden (né en 1999), est le plus jeune grand maître d'échecs de l'histoire des Pays-Bas à l'âge de 16 ans et il remporte le Championnat d'échecs des Pays-Bas à 17 ans en 2016. Sa sœur, Machteld (née en 2007), remporte le championnat néerlandais des filles de moins de 10 ans, alors qu'elle est seulement âgée de 6 ans, et elle partage la deuxième place du championnat néerlandais des filles de moins de 20 ans à l'âge de 9 ans seulement. En 2017, elle est la première fille à remporter le championnat néerlandais mixte des moins de 12 ans.

## Carrière échiquéenne
Lucas Van Foreest commence à jouer aux échecs à « environ six ou sept ans ».
Il obtient sa première norme de Maître International (MI) lors du championnat d'équipe des Pays-Bas, de septembre à octobre 2015. Il marque sept points sur neuf possibles, ce qui est suffisant pour réaliser la norme de maître et celle de Grand maître (GMI). Il atteint sa deuxième norme MI au tournoi d'échecs d'Amsterdam en juillet 2016, et sa troisième norme MI à l'Open de Hoogeveen en octobre 2016.
En janvier 2017, Lucas Van Foreest remporte le premier groupe amateur au Tournoi de Wijk aan Zee, se qualifiant ainsi pour le tournoi des challengers de l'année d'après. Il atteint sa deuxième norme de GMI lors du 9e tournoi d'échecs batave en mars 2017. Il partage alors la première place avec Bobby Cheng avec 6½ / 9 points (6 victoires, 2 défaites, un match nul), avant de s'incliner au tie-break pour une deuxième place,. Il remporte les Masters de Bruges en août 2017.
Van Foreest participe aux Tata Steel Challengers en janvier 2018, se classant onzième avec un score de 5½ / 13 (3 victoires, 5 défaites, 5 nuls). Il participe à l'Open Dutch Championship, qui s'est tenu du 24 juillet au 2 août. Il partage d'abord le titre avec Erwin l'Ami et Erik van den Doel, en marquant 7 points sur 9 possibles, réalisant ainsi sa troisième norme de GMI. Il reçoit le titre de GMI en octobre 2018.
À partir de juillet 2018, Lucas Van Foreest étudie les échecs avec Sergei Tiviakov.
Lucas Van Foreest participe de nouveau au tournoi des challenger de Tata Steel (Wijk aan Zee) en janvier 2019, marquant 6 points sur 13 possibles (2 victoires, 3 défaites, 8 matchs nuls) pour terminer à la neuvième place. En mars de la même année, il participe au Championnat d'Europe d'échecs individuel. Il se classe 60e avec 6½ points sur 11 possibles (5 victoires, 3 défaites, 3 nuls) pour une performance Elo de 2634. Et en juillet, il remporte le championnat d'échecs des Pays-Bas. Il est à égalité à la première place avec 5/7 (3 défaites et 4 matchs nuls) et parvient à battre son frère aîné Jorden au tie-break pour remporter le titre.

## Normes de maître
Lucas Van Foreest obtient sa première norme de Maître International (MI) lors du championnat d'équipe des Pays-Bas, de septembre à octobre 2015. Il réalise sa deuxième norme au tournoi d'échecs d'Amsterdam en juillet 2016, et sa troisième à l'Open de Hoogeveen en octobre 2016.
Concernant son titre de GMI, il obtient sa troisième et dernière norme lors du championnat open néerlandais en août 2018',, à l'âge de 17 ans. Son titre de grand maître international lui est décerné en décembre 2018 lorsqu'il obtient un classement Elo de plus de 2 500 points.